# 하이드로블레이딩

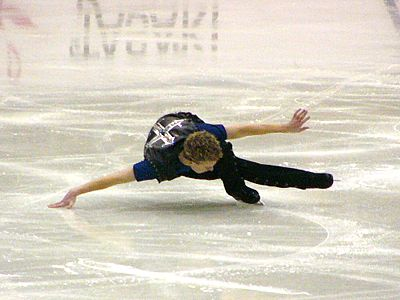

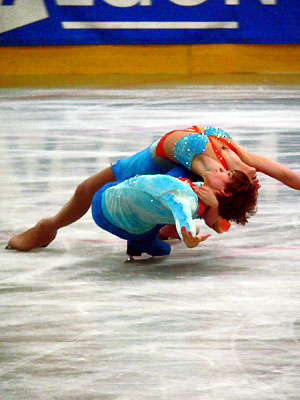

하이드로블레이딩은 스케이트 선수가 빙판에서 거의 수평으로 몸을 매우 낮은 위치로 뻗은 상태에서, 깊은 가장자리로 미끄러지는 피겨 스케이팅 필드 동작이다.
그것은 캐나다의 아이스 댄싱 팀 샤에 린 본과 빅터 크라츠가 1990년대 초에 대중화했다.

## 참조
- Figure skating glossary 보관됨 2010-12-15 - 웨이백 머신